# Muhlenbergia torreyi
Muhlenbergia torreyi är en gräsart som först beskrevs av Carl Sigismund Kunth, och fick sitt nu gällande namn av Albert Spear Hitchcock och Benjamin Franklin Bush. Muhlenbergia torreyi ingår i släktet muhlygräs, och familjen gräs. Inga underarter finns listade i Catalogue of Life.